# Кахеме (муниципалитет)
Кахеме (исп. Cajeme) — муниципалитет в Мексике, штат Сонора, с административным центром в городе Сьюдад-Обрегон. Численность населения, по данным переписи 2020 года, составила 436 484 человека.

## Общие сведения
Название Cajeme дано в честь предводителя индейцев яки — Хосе Мария Кахеме.
Площадь муниципалитета равна 4876,3 км², что составляет 2,7 % от площади штата, а наиболее высоко расположенное поселение Лос-Трес-Пуэртос, находится на высоте 321 метр.
Он граничит с другими муниципалитетами Соноры: на севере с Суаки-Гранде и Онавасом, на востоке с Росарио, Кирьего и Навохоа, на юго-востоке с Бенито-Хуаресом, на западе с Бакумом и Гуаймасом, а на юге берега муниципалитета омываются водами Калифорнийского залива.

## Учреждение и состав
Муниципалитет был образован 29 ноября 1927 года, по данным 2020 года в его состав входит 1005 населённых пунктов, самые крупные из которых:
| Код INEGI                  | Населённый пункт                                                                               | Численность населения (2005 год) | Численность населения (2010 год) | Численность населения (2020 год) |
| -------------------------- | ---------------------------------------------------------------------------------------------- | -------------------------------- | -------------------------------- | -------------------------------- |
| 018                        | Всего                                                                                          | 375800                           | 409310                           | 436484                           |
| 0001                       | Сьюдад-Обрегон (исп. Ciudad Obregón) 27°29′47″ с. ш. 109°55′58″ з. д. (административный центр) | 270992                           | 298625                           | 329404                           |
| 0311                       | Эсперанса (исп. Esperanza) 27°34′50″ с. ш. 109°55′50″ з. д.                                    | 36538                            | 38969                            | 39164                            |
| 0403                       | Пуэбло-Яки (исп. Pueblo Yaqui) 27°21′22″ с. ш. 110°02′01″ з. д.                                | 13124                            | 14234                            | 14173                            |
| 0334                       | Марте-Гомес (исп. Marte R. Gómez (Tobarito)) 27°22′11″ с. ш. 109°53′13″ з. д.                  | 8215                             | 8700                             | 8473                             |
| 0284                       | Кокорит (исп. Cócorit) 27°34′32″ с. ш. 109°57′31″ з. д.                                        | 7953                             | 7752                             | 7424                             |
| 0364                       | Провиденсия (исп. Providencia) 27°30′41″ с. ш. 109°59′07″ з. д.                                | 4510                             | 4501                             | 4146                             |
| 0365                       | Кетчеуэка (исп. Quetchehueca) 27°15′45″ с. ш. 109°56′52″ з. д.                                 | 2946                             | 3001                             | 3002                             |
| 0093                       | Куаутемок-Кампо-5 (исп. Cuauhtémoc (Campo Cinco)) 27°26′03″ с. ш. 110°01′11″ з. д.             | 2564                             | 2629                             | 2493                             |
| 0076                       | Антонио-Росалес (исп. Antonio Rosales) 27°21′09″ с. ш. 109°51′08″ з. д.                        | 2155                             | 2287                             | 2054                             |
| —                          | Прочие                                                                                         | 883                              | 837                              | 548                              |
| Названия на карте Генштаба |                                                                                                |                                  |                                  |                                  |

## Экономическая деятельность
По статистическим данным 2000 года, работоспособное население занято по секторам экономики в следующих пропорциях:
- сельское хозяйство, скотоводство и рыбная ловля — 11,9 %;
- промышленность и строительство — 26,1 %;
- торговля, сферы услуг и туризма — 58,9 %;
- безработные — 3,1 %.

## Инфраструктура
По статистическим данным 2020 года, инфраструктура развита следующим образом:
- электрификация: 99,3 %;
- водоснабжение: 94,8 %;
- водоотведение: 98,7 %.

В муниципалитете расположен международный аэропорт Сьюдад-Обрегон.